# ميس تيكالي
ميس تيكالي (الاسم العلمي:Celtis tikalana) هو نوع من النباتات يتبع جنس الميس من الفصيلة القنبية.